# Мирс, Марта
Марта Мирс (1767, Лондон — 1810) — английская акушерка и писательница XVIII века.
Жила в Лондоне. В 1797 году она опубликовала работу Pupil of Nature: Candid advice to the fair sex, on the subjects of pregnancy, childbirth, the diseases incident to both, the fatal effects of ignorance and quackery, and the most approved means of promoting health, strength and beauty of their offspring. Она состоит из 10 эссе на темы от состояния матки до и после зачатия до воздействия музыки на нервы. Мирс описала беременную женщину как группу симптомов, с которыми нужно справиться, особенно в отношении её психологического состояния. Она разделяла распространённое мнение о том, что «раздражительность» матки беременной женщины вызывает повышенную «чувствительность». Организация и широкая тематика текста отражали представление о теле как о сборнике потенциальных патологий. В современном обзоре её работы говорится, что её цель — научить женщин важным преимуществам следования планам природы во всем, что касается состояния беременности. Мирс изучала труды Харви, Лика, Смелли и Денмана.

## Наследие
Мирс была последней крупной участницей спора об акушерстве XVIII века.
В 1979 году американская художница-феминистка Джуди Чикаго воздала ей должное, упомянув её в своей главной работе «Званый ужин».